# Duckfoot

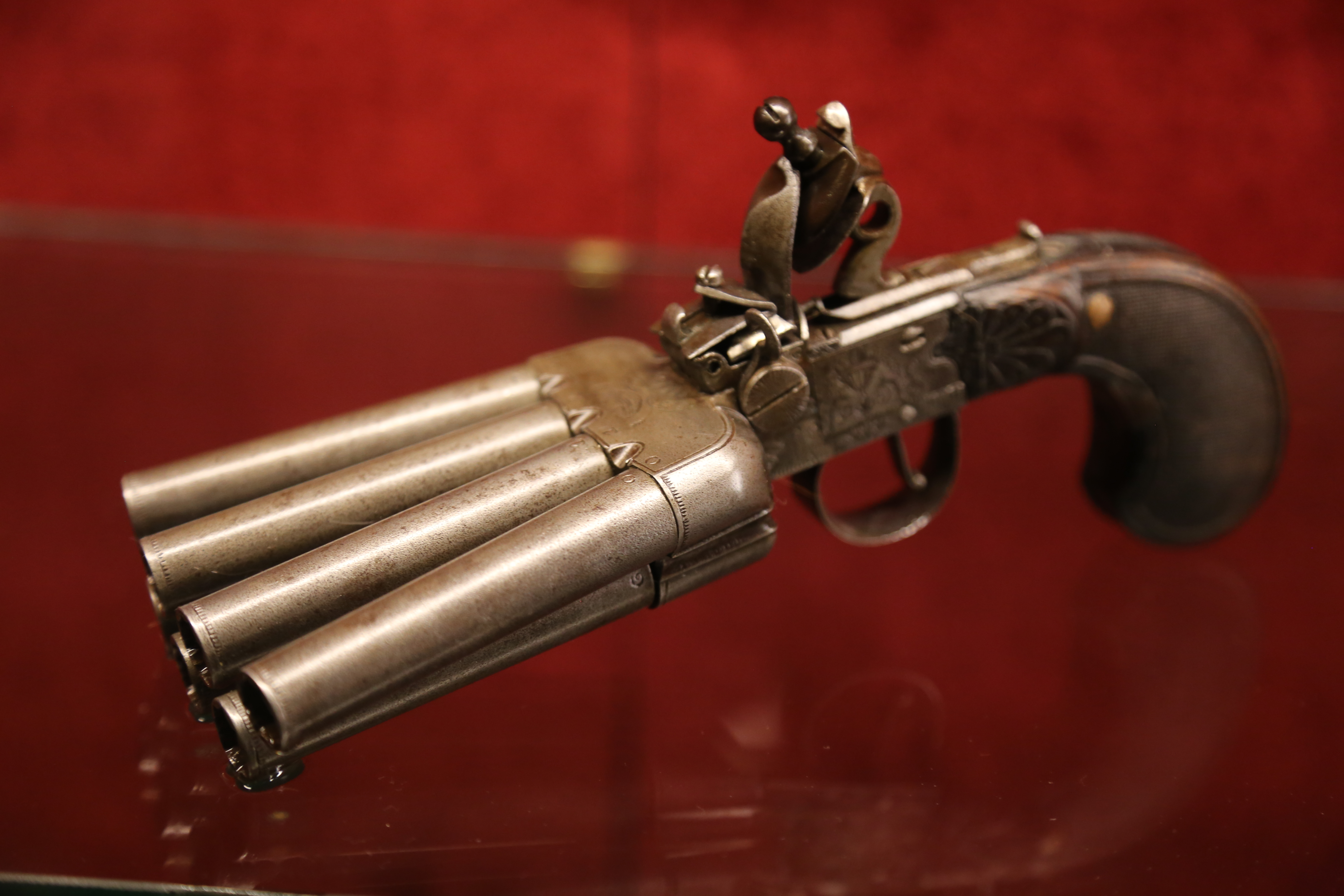
Pistola estilo Duckfoot feita durante o reinado de George III.

Duckfoot é uma pistola com vários canos curtos e lisos que disparam simultaneamente. Foram fabricadas por volta do ano 1.800. Ela recebeu esse nome devido ao arranjo que se assemelha a um pé de pato. 